# Bildstock (Neusitz)

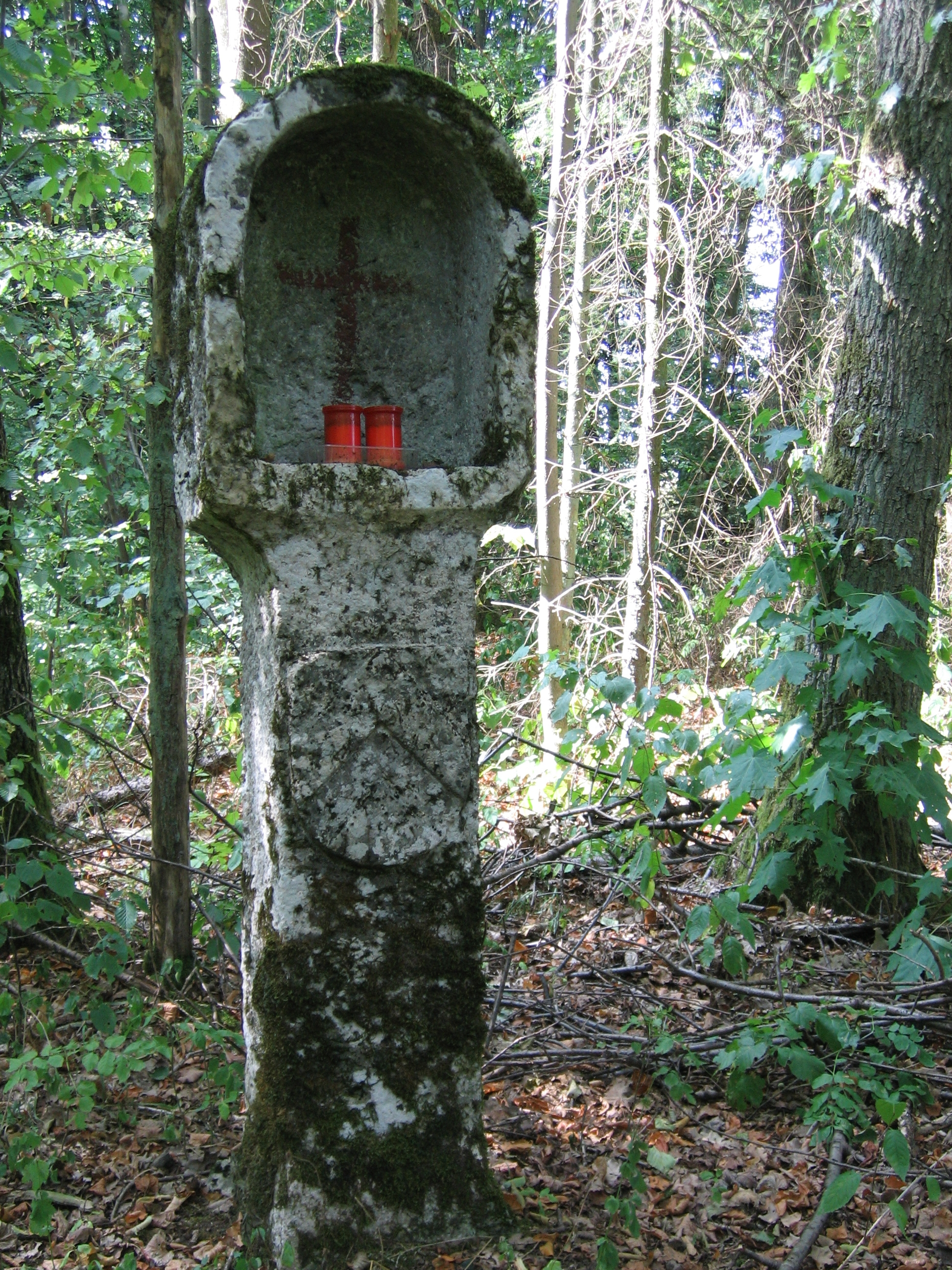
Bildstock in Neusitz

Der Bildstock in Neusitz, einer Gemeinde im mittelfränkischen Landkreis Ansbach in Bayern, wurde Mitte des 15. Jahrhunderts errichtet. Der Bildstock östlich des Ortes in der Gemarkung Rothsteigholz ist ein geschütztes Baudenkmal.
Der Bildstock besteht aus einem Pfeiler mit korbbogig geschlossenem Gehäuse. Das Votiv- oder Andachtsbild des Kleindenkmals ist nicht mehr vorhanden.  